# Нью-Гемпширский симфонический оркестр
Нью-Гемпширский симфонический оркестр (англ. New Hampshire Symphony Orchestra) — американский симфонический оркестр, базировавшийся в Манчестере, крупнейшем городе штата Нью-Гемпшир. Действовал в 1974—2007 гг., первоначально под названием Нью-Гемпширская симфониетта (англ. The New Hampshire Sinfonietta).
Был основан дирижёром Джеймсом Болле, который возглавлял коллектив до 2001 года. Первоначально Болле просто привёз в Манчестер группу музыкантов, работавших с ним на основанном им же в 1966 году Монаднокском музыкальном фестивале, но вскоре его инициатива получила значительную местную поддержку. Крупным успехом оркестра стала в 1980 году постановка оперы Вольфганга Амадея Моцарта «Дон Жуан», осуществлённая режиссёром Питером Селларсом. Среди других заметных событий в истории оркестра — американская премьера Четвёртой симфонии Антона Брукнера, транслировавшаяся на всю страну телеканалом PBS. В то же время оркестр под управлением Болле уделял значительное внимание современному американскому репертуару, зачастую дирижёр предварял новые для публики сочинения своими пояснениями; среди записей оркестра — симфонии Вирджила Томсона.
В 2001 году новым руководителем коллектива стал Кеннет Кислер. Однако в новом веке оркестр ожидали организационные и финансовые проблемы. В сезоне 2006—2007 гг. к падению финансирования добавился ещё и отток публики (отчасти в связи с появившимися в городе другими академическими музыкальными коллективами). На февральский концерт оркестра было продано около 100 билетов при вместимости зала 850 мест. Вследствие этого программа выступлений до конца сезона была отменена, и в дальнейшем оркестр так и не вернулся на сцену.